# Samoa en los Juegos Olímpicos
Samoa en los Juegos Olímpicos está representada por la Asociación Deportiva y Comité Olímpico Nacional de Samoa, creada en 1983 y reconocida por el Comité Olímpico Internacional en el mismo año.
Ha participado en once ediciones de los Juegos Olímpicos de Verano, su primera presencia tuvo lugar en Los Ángeles 1984. La deportista Ele Opeloge logró la única medalla olímpica del país en las ediciones de verano, al obtener en Pekín 2008 la medalla de plata en halterofilia en la categoría de +75 kg.
En los Juegos Olímpicos de Invierno Samoa no ha participado en ninguna edición.

## Medallero

### Por edición
Juegos Olímpicos de Verano
| Evento              | Oro | Plata | Bronce | Total |
| ------------------- | --- | ----- | ------ | ----- |
| Los Ángeles 1984    | 0   | 0     | 0      | 0     |
| Seúl 1988           | 0   | 0     | 0      | 0     |
| Barcelona 1992      | 0   | 0     | 0      | 0     |
| Atlanta 1996        | 0   | 0     | 0      | 0     |
| Sídney 2000         | 0   | 0     | 0      | 0     |
| Atenas 2004         | 0   | 0     | 0      | 0     |
| Pekín 2008          | 0   | 1     | 0      | 1     |
| Londres 2012        | 0   | 0     | 0      | 0     |
| Río de Janeiro 2016 | 0   | 0     | 0      | 0     |
| Tokio 2020          | 0   | 0     | 0      | 0     |
| París 2024          | 0   | 0     | 0      | 0     |
| TOTAL               | 0   | 1     | 0      | 1     |

### Por deporte
Deportes de verano
| Evento       | Oro | Plata | Bronce | Total |
| ------------ | --- | ----- | ------ | ----- |
| Halterofilia | 0   | 1     | 0      | 1     |
| TOTAL        | 0   | 1     | 0      | 1     |